# Literatura włoska

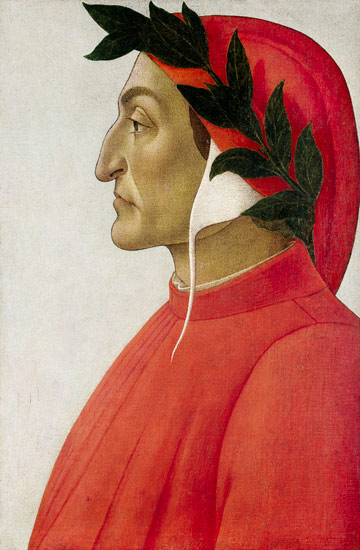
Dante Alighieri

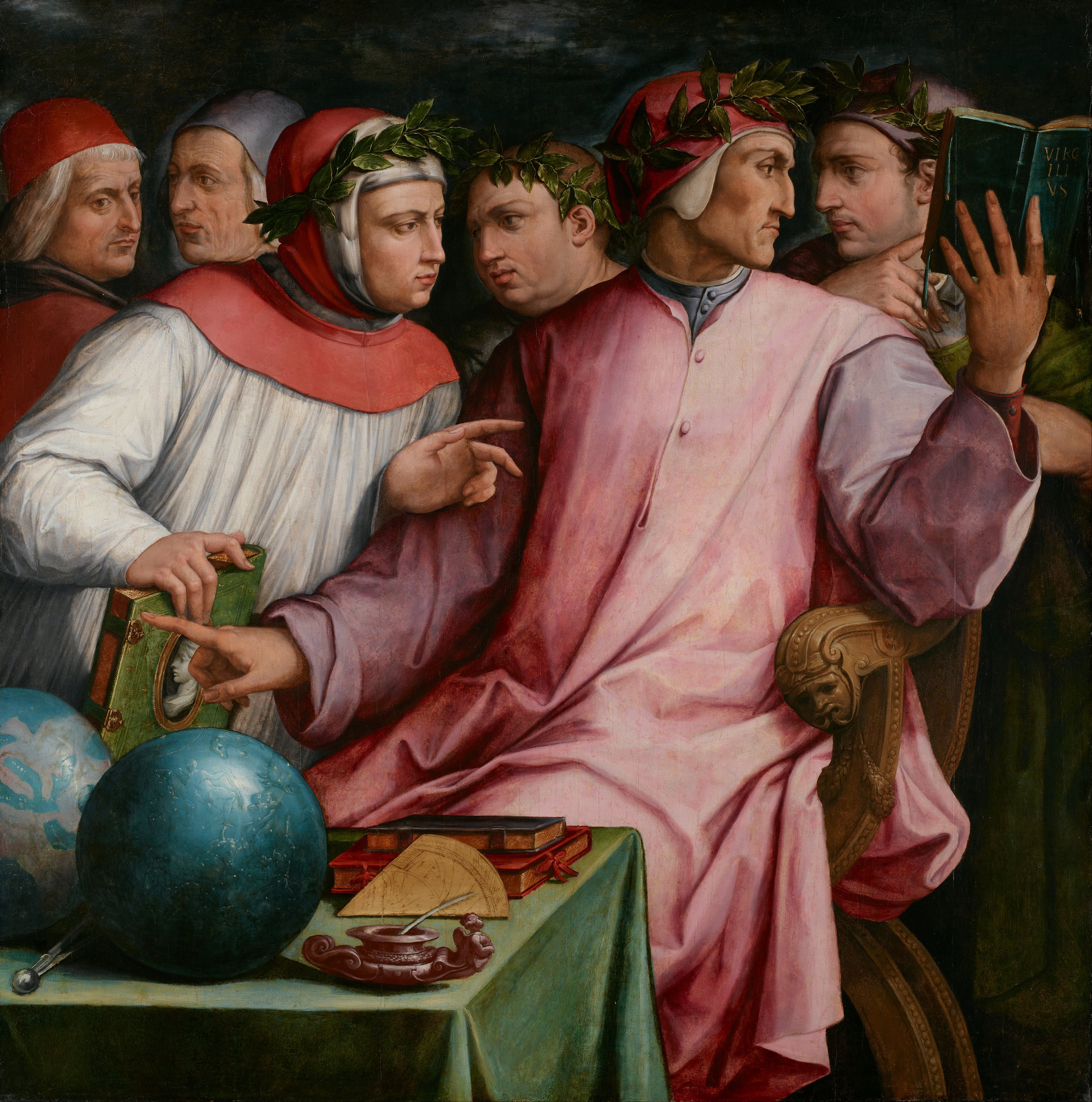
Sześciu toskańskich poetów

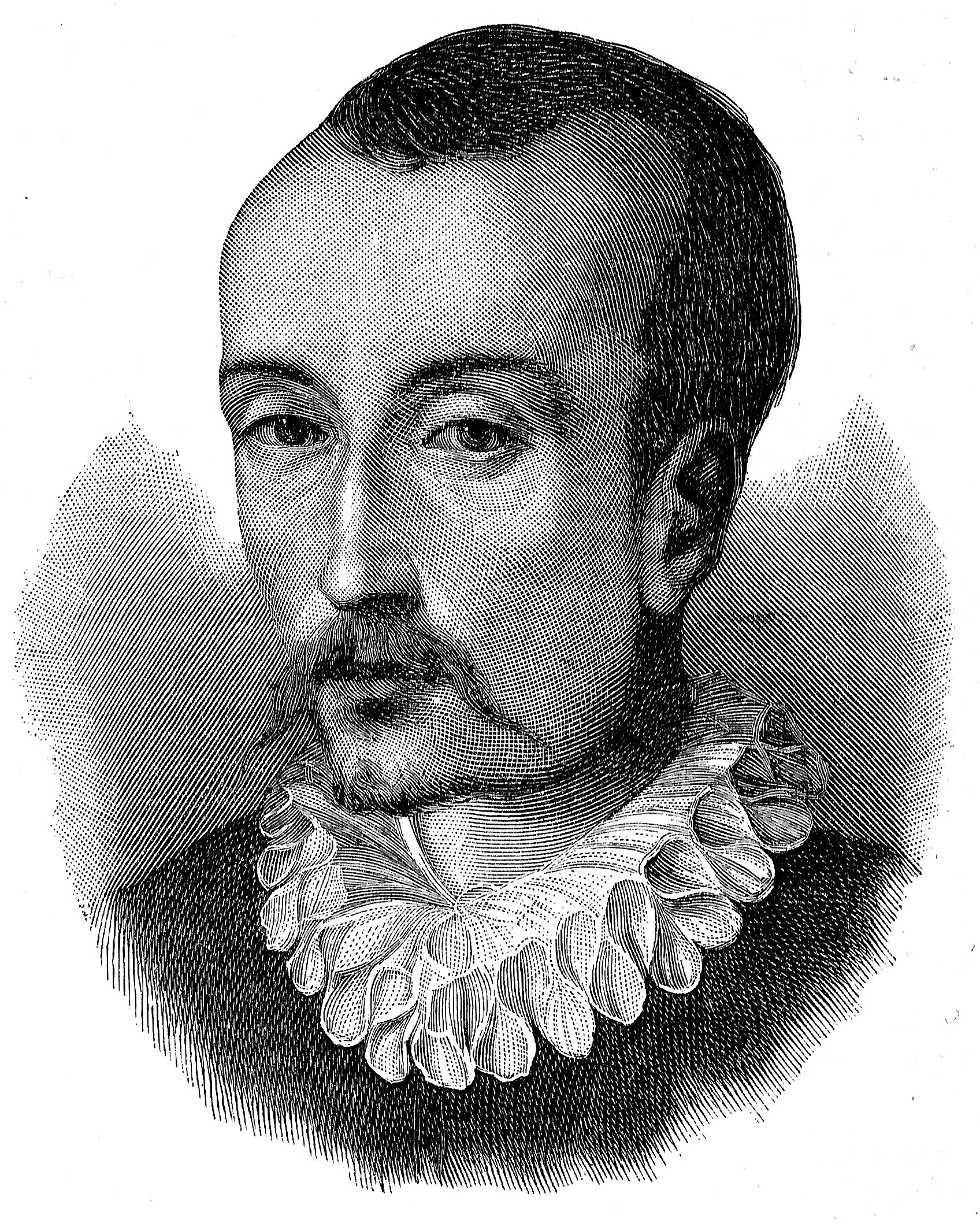
Torquato Tasso

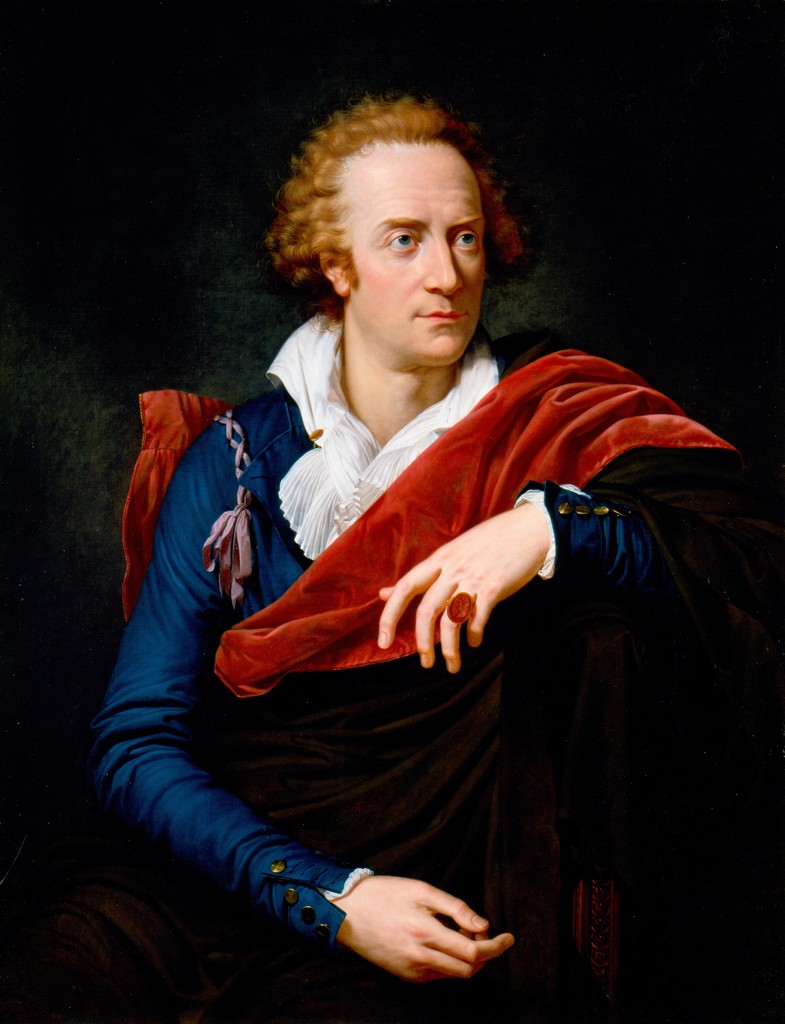
Vittorio Alfieri

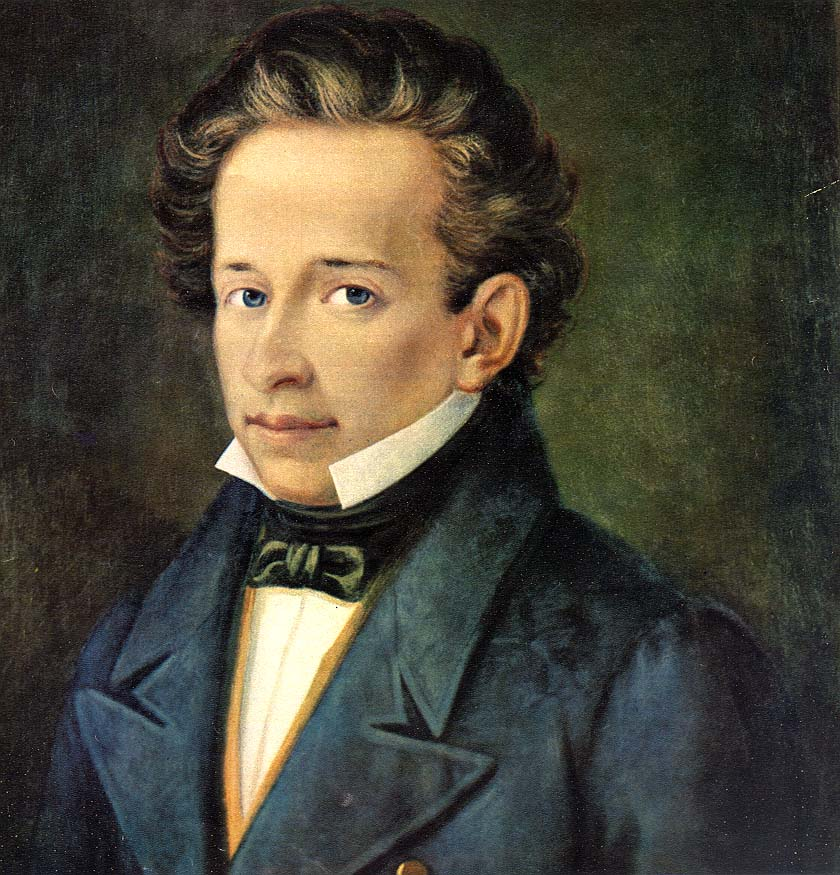
Giacomo Leopardi

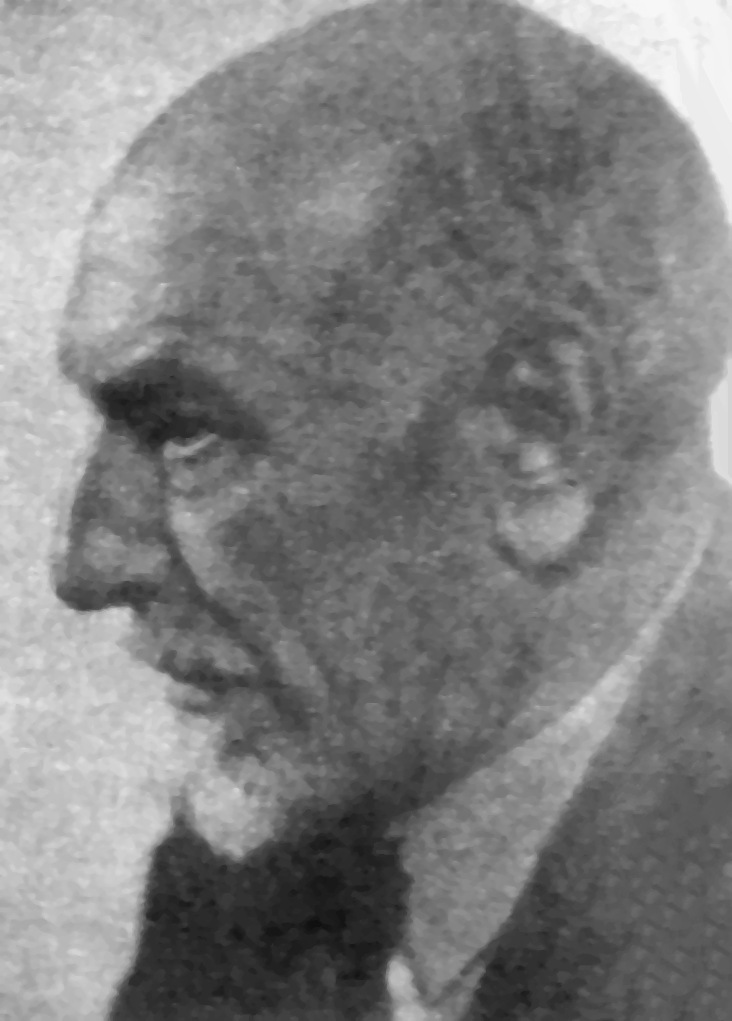
Luigi Pirandello

Literatura włoska (wł. letteratura italiana) – literatura piękna spisana w języku włoskim i jego dialektach.
Historią i teorią literatury włoskiej zajmuje się filologia włoska (italianistyka). Tradycyjnie w dziejach kultury włoskiej wyróżnia się epoki nazywane określeniami pochodzącymi od stuleci, na przykład trecento (wiek XIV), quattrocento (wiek XV), seicento (wiek XVII).
Początek literaturze w dialekcie łaciny ludowej na obszarze Italii dała zawiązana około 1230 w Palermo poetycka szkoła sycylijska, której głównym przedstawicielem był Iacopo da Lentini. Jednak pierwszym oryginalnym prądem literackim w historii literatury włoskiej był dolce stil novo (jak nazwał go później Dante Alighieri), który rozwinął się w II poł. XIII w. w Bolonii i Florencji. Dante przeszedł do historii jako autor Boskiej komedii i cyklu Życie nowe. Obok niego wyróżniał się Guido Cavalcanti. W XIV wieku Francesco Petrarca ustabilizował sonet w roli podstawowego środka lirycznego wyrazu. Jego tomik Canzoniere (Pieśni), znany powszechnie jako Sonety do Laury rozpoczął na kontynencie modę na petrarkizm. Giovanni Boccaccio, szerzej znany jako autor prozatorskiego Dekamerona, zapoczątkował wielką epikę pisaną oktawą (ottava rima). W XV wieku epos rozwijali Luigi Pulci, Matteo Maria Boiardo i Angelo Poliziano. Najwybitniejszymi realizacjami modelu poematu epickiego stały się w XVI wieku Orland szalony Ludovica Ariosta i Jerozolima wyzwolona Torquata Tassa. Poezję liryczną rozwijali między innymi Michał Anioł i Vittoria Colonna. W 1524 została wydana tragedia Giana Giorgia Trissina Sofonisba, pierwsza renesansowa sztuka napisana wierszem białym. W okresie renesansu literatura włoska dominowała w Europie, wywierając ogromny wpływ na kulturę kontynentu, przede wszystkim w Hiszpanii, Portugalii, a w dalszej kolejności w Anglii i w Polsce. W Polsce wzory włoskie wykorzystywali Jan Kochanowski, Łukasz Górnicki, Piotr Kochanowski, tłumacz dzieł Ariosta i Tassa i Sebastian Grabowiecki, który parafrazował utwory Bernarda Tassa i Gabriele Fiammy. Alessandro Tassoni, pisząc Wiadro porwane, zapoczątkował tradycję poematu heroikomicznego. Do niej po latach nawiązywał Ignacy Krasicki. Innym przejawem fascynacji poezją włoską był anonimowy przekład poematu Adonis Giambattisty Marina, najbardziej wpływowego poety barokowego. Z szerokim odzewem w całej Europie spotkał się traktat Niccolò Machiavellego Książę. Innym znanym dziełem prozatorskim jest Żywot własny rzeźbiarza i złotnika Benvenuta Celliniego. Wyróżniającym się dramaturgiem był w 2 połowie XVIII wieku Vittorio Alfieri. Najwybitniejszym przedstawicielem romantyzmu był Giacomo Leopardi, autor zbioru Pieśni. Do klasyki literatury światowej weszła powieść Narzeczeni Alessandra Manzoniego. W XIX wieku wyróżniał się też poeta Giosuè Carducci. Był on autorem tomiku Ody barbarzyńskie. Na przełomie stuleci aktywny był Gabriele D’Annunzio. Na początku lat osiemdziesiątych XIX wieku Carlo Collodi stworzył jedną z najsłynniejszych książek dla dzieci - Pinokia. W XX wieku na polu poezji zaistnieli Eugenio Montale i Salvatore Quasimodo, laureaci Nagrody Nobla. W dziedzinie prozy wyróżniał się Alberto Moravia, autor między innymi powieści Obojętni i zbioru Opowiadania rzymskie. Wybitnym awangardowym dramaturgiem okazał się Luigi Pirandello, autor sztuki Sześć postaci scenicznych w poszukiwaniu autora. Jako badacz średniowiecza, eseista i autor niespodziewanie popularnych powieści dał się poznać Umberto Eco. Włochy są bardzo zróżnicowane dialektalnie. Wielu pisarzy tworzy w swoim miejscowym języku. Przykładem może być Giuseppe Gioachino Belli, autor ponad dwóch tysięcy sonetów w dialekcie rzymskim.

## Najważniejsze dzieła
- Marco Polo, Opisanie świata
- Dante Alighieri, Boska komedia
- Dante Alighieri, Życie nowe
- Giovanni Boccaccio, Dekameron
- Francesco Petrarca, Pieśni
- Luigi Pulci, Morgante
- Matteo Maria Boiardo, Roland zakochany
- Angelo Poliziano, Strofy na turniej wspaniałego Juliana Medyceusza
- Ludovico Ariosto, Orland szalony
- Torquato Tasso, Jerozolima wyzwolona

## Antologie
- Przed Petrarką : antologia trzynastowiecznej poezji włoskiej, oprac. Monika Woźniak ;, Kraków: Collegium Columbinum, 2005 (Książki bez Kantów 9), ISSN 1733-4845. Brak numerów stron w książce
- Dawne płomienie : [mała antologia włoskiej poezji miłosnej], tł. i wybór Agnieszka Kuciak; wstęp Piotr Salwa.. Warszawa: Wydawnictwo MG, 2008. ISBN 978-83-61297-56-7. Brak numerów stron w książce